# آمفناک
آمفناک (انگلیسی: Amfenac) (همچنین به عنوان ۲-آمینو-۳-بنزوئیل‌بنزن‌استیک اسید شناخته می‌شود) یک داروی ضد التهابی غیر استروئیدی (NSAID) با بخش پاره‌مولکولی استیک اسید است.